# Anne de Mecklembourg-Schwerin
Anne de Mecklembourg-Schwerin (14 septembre 1485, Plau am See – 12 mai 1525, Rödelheim) est par mariage landgravine de Hesse.
Elle est fille du duc Magnus II de Mecklembourg (1441-1503) et de Sophie de Poméranie (vers 1460 – 1504). Elle est membre de la 13e génération des princes de la Maison de Mecklembourg.

## Biographie
"L'historien doit donner la landgravine une place de choix dans l'histoire de la Hesse", écrit l'historien Hans Glagau en 1899. 
En 1500, Anne épouse Guillaume II de Hesse (1469-1509), veuf de Yolande de Vaudémont morte peu après lui avoir donné un fils qui ne survit pas. Guillaume II a succédé à son frère  Guillaume Ier de Hesse (1466-1515), qui en raison de problèmes psychiques sérieux a été contraint d'abdiquer en 1593. En raison de la mort prématurée du comte de la haute-Hesse, Guillaume III (1471-1500), toute la Hesse, notamment le comté de Katzenelnbogen, est réunie en 1500, sous l'autorité de Guillaume II. Mais il tombe malade en 1504, probablement de la Syphilis et est incapable de gouverner les années suivantes. Il meurt en 1509 laissant à sa femme la charge de leurs deux enfants survivants notamment leur fils qui hérite de la couronne mais n'a pas cinq ans.
Dans son premier testament (daté 1506), il a nommé un conseil de cinq tuteurs pour ses enfants Élisabeth de Hesse (1502-1557) et Philippe Ier de Hesse (1504-1567) ainsi que son frère Guillaume Ier, la veuve de dernier Anne de Brunswick, et sa propre femme.
Dans son second testament (en date de 1508), il demande que Anne soit tuteur (à côté de son oncle, Hermann de Cologne, qui est mort en septembre 1508) avec la nomination de deux conseillers pour l'aider. Cependant, la demande d'Anne d'exercer la régence n'est pas reconnue. En juillet 1509, il y a un débat entre Anne et les États de Hesse. Au cours de cette période, Anne vit dans son douaire à Gießen avec sa fille Élisabeth, tandis que son fils Philippe reste à Cassel sous la garde de Ludwig von Boyneburg à Lengsfeld. Elle est financièrement à la charge du Conseil et n'a pas reçu beaucoup d'argent, ce qui amène, entre autres choses, à un incident en 1512. Cette année, la sœur d'Anne, Catherine épouse le duc Henri IV de Saxe. À cette occasion, Anne veut présenter sa fille Élisabeth à la cour de saxe, comme elle a été promise depuis un très jeune âge à Jean, le fils aîné de Georges le Barbu. Soucieuse de l'impression que produirait sa fille, Anne demande quelques damas afin de lui faire confectionner une robe digne de son rang mais la demande est rejeté par les États. Anne décide alors de ne pas emmener sa fille à Dresde, en raison de ses "vêtements minables".
Les choses changent en 1514: Anne arrive au pouvoir avec le soutien de nombreux nobles et des villes. Elle n'a jamais été officiellement reconnue comme régente, mais elle préside au destin du landgraviat après 1519, année où son fils Philippe est déclaré majeur par l'empereur Maximilien Ier.
Nous savons très peu de choses sur les dernières années de sa vie sinon qu'en 1519, elle épouse en secondes noces le comte Otto de Solms-Laubach, qui meurt trois ans plus tard.

## Descendance
Anne se marie le 20 octobre 1500 à Cassel avec le comte Guillaume II de Hesse (1469-1509) avec qui elle a les enfants suivants:
- Élisabeth de Hesse (1502-1557) épouse en 1516 Jean, prince héréditaire de Saxe (1498-1537)
- Madeleine (1503-1504)
- Philippe Ier de Hesse (1504-1567) épouse en 1523 Christine de Saxe (1505-1549) et en 1540 (bigamie) Marguerite von der Saale (1522-1566)

Le 7 septembre 1519, elle épouse en secondes noces le comte Otto de Solms-Laubach (1496-1522) son cadet de 11 ans avec qui elle a :
- Marie (années 1520-1522)
- Frédéric Magnus de Solms-Laubach (1521-1561)
- Anne (1522-1594)

En 1522, le comte meurt à l'âge de 26 ans laissant à Anne la régence de ses enfants.

## Politique religieuse
La vie d'Anne de Hesse est intéressante du point de vue de l'histoire théologique. La landgravine exerça une influence considérable sur l'Eglise de son temps et de ses états juste avant l'introduction de la Réforme dans la Hesse par Philippe Ier en 1527. Son mari avait demandé des réformes dans tous les monastères, en Hesse dans son testament. Anne a essayé de mettre en œuvre ces réformes dans certains endroits, mais les réformes n'aboutirent qu'au cours du règne de Philippe Ier. Elle a travaillé sans relâche pour les monastères et le catholicisme, provoquant une discorde avec son fils.